# سوروسوغون
سوروسوغون (بالإنجليزية: Sorsogon) هي محافظة تقع في الفلبين في Bicol Region. يقدر عدد سكانها بـ 740,743 نسمة ومساحتها 2,119.01 كم2 .

## السياحة
تعد سورسوجون، وجهة سياحية بارزة بفضل تنوّع معالمها الطبيعية والأنشطة التي توفرها، تشتهر المدينة بسواحلها الهادئة حيث يمكن للزوار مشاهدة أسماك القرش الحوت في دونسول، إلى جانب شواطئها الرملية البيضاء والبراكين النشطة مثل بركان بولوسان، كما تحتضن المنطقة بحيرة بولوسان ذات المناظر الخلابة التي تجذب محبي الطبيعة والتجديف، وتتميز سورسوجون أيضًا بعيونها الحارة، والكهوف، والجزر الصغيرة، مما يجعلها محطة مثالية للسياحة البيئية والمغامرات الطبيعية.

## المناخ
يظهر الجدول التالي التغييرات المناخية على مدار السنة لسوروسوغون:
| البيانات المناخية لـسوروسوغون                                                                                    | البيانات المناخية لـسوروسوغون | البيانات المناخية لـسوروسوغون | البيانات المناخية لـسوروسوغون | البيانات المناخية لـسوروسوغون | البيانات المناخية لـسوروسوغون | البيانات المناخية لـسوروسوغون | البيانات المناخية لـسوروسوغون | البيانات المناخية لـسوروسوغون | البيانات المناخية لـسوروسوغون | البيانات المناخية لـسوروسوغون | البيانات المناخية لـسوروسوغون | البيانات المناخية لـسوروسوغون | البيانات المناخية لـسوروسوغون |
| الشهر | يناير                         | فبراير                        | مارس                          | أبريل                         | مايو                          | يونيو                         | يوليو                         | أغسطس                         | سبتمبر                        | أكتوبر                        | نوفمبر                        | ديسمبر                        | المعدل السنوي                 |
| --- | ----------------------------- | ----------------------------- | ----------------------------- | ----------------------------- | ----------------------------- | ----------------------------- | ----------------------------- | ----------------------------- | ----------------------------- | ----------------------------- | ----------------------------- | ----------------------------- | ----------------------------- |
| متوسط درجة الحرارة الكبرى °م (°ف)                                                                                | 31 (88)                       | 31 (88)                       | 32 (90)                       | 34 (93)                       | 34 (93)                       | 33 (91)                       | 33 (91)                       | 33 (91)                       | 33 (91)                       | 33 (91)                       | 32 (90)                       | 31 (88)                       | 34 (93)                       |
| متوسط درجة الحرارة الصغرى °م (°ف)                                                                                | 23 (73)                       | 23 (73)                       | 24 (75)                       | 25 (77)                       | 26 (79)                       | 25 (77)                       | 25 (77)                       | 25 (77)                       | 25 (77)                       | 25 (77)                       | 25 (77)                       | 24 (75)                       | 24 (75)                       |
| الهطول مم (إنش)                                                                                                  | 150.8 (5.94)                  | 101.8 (4.01)                  | 82.3 (3.24)                   | 44.9 (1.77)                   | 132.5 (5.22)                  | 146 (5.7)                     | 196.9 (7.75)                  | 181.6 (7.15)                  | 168.5 (6.63)                  | 199.2 (7.84)                  | 191.2 (7.53)                  | 233.7 (9.20)                  | 152.45 (6.00)                 |
| متوسط الأيام الممطرة                                                                                             | 18                            | 14                            | 12                            | 7                             | 10                            | 14                            | 17                            | 18                            | 18                            | 20                            | 20                            | 22                            | 190                           |
| المصدر: World Weather Online "worldweatheronline.com". World Weather Online. 2015. مؤرشف من الأصل في 2023-02-26. |                               |                               |                               |                               |                               |                               |                               |                               |                               |                               |                               |                               |                               |